# Sultans of Swing: The very best of Dire Straits
Sultans of Swing: The very best of Dire Straits is het tweede compilatiealbum van Dire Straits dat precies tien jaar na het eerste compilatiealbum Money for Nothing verscheen. Van dit album is een opname beschikbaar met alle clips. Ook is er een limited edition van dit album met daarbij een extra cd met opnames van een concert van Mark Knopfler, opgenomen tijdens zijn eerste solotour.
In 2005 verscheen een nieuw compilatiealbum, Private Investigations, met dit keer zowel materiaal van Dire Straits als Mark Knopfler.

## Tracks
| 1.                 | Sultans of Swing         | 5:50 |
| 2.                 | Lady Writer              | 3:49 |
| 3.                 | Romeo and Juliet         | 6:05 |
| 4.                 | Tunnel of Love           | 8:15 |
| 5.                 | Private Investigations   | 5:54 |
| 6.                 | Twisting by the Pool     | 3:36 |
| 7.                 | Love over Gold (Live)    | 3:41 |
| 8.                 | So Far Away              | 4:03 |
| 9.                 | Money for Nothing        | 4:10 |
| 10.                | Brothers in Arms         | 4:55 |
| 11.                | Walk of Life             | 4:13 |
| 12.                | Calling Elvis            | 4:41 |
| 13.                | Heavy Fuel               | 5:02 |
| 14.                | On Every Street          | 4:39 |
| 15.                | Your Latest Trick (Live) | 5:42 |
| 16.                | Wild Theme (Live)        | 4:24 |
| Totale duur: 78:59 |                          |      |

| Nr. | Titel                 | Duur  |
| --- | --------------------- | ----- |
| 1.  | Calling Elvis         | 9:05  |
| 2.  | Walk of Life          | 5:29  |
| 3.  | Last Exit to Brooklyn | 2:23  |
| 4.  | Romeo and Juliet      | 7:31  |
| 5.  | Sultans of Swing      | 13:14 |
| 6.  | Brothers in Arms      | 8:55  |
| 7.  | Money for Nothing     | 6:37  |

Mark Knopfler · John Illsley
Guy Fletcher · Alan Clark · David Knopfler · Pick Withers · Hal Lindes · Terry Williams · Jack Sonni